# Vè
Vè là một trong những thể loại văn học dân gian Việt Nam. Theo Đại Nam quốc âm tự vị, vè là chuyện khen chê có ca vần và việc sáng tác vè là việc đặt chuyện khen chê có ca vần. Định nghĩa này còn đơn giản, nhưng đã nêu được những đặc trưng cơ bản của vè.
Vấn đề vè có từ bao giờ chưa thể khẳng định dứt khoát. Đại thể, vè đã nảy sinh chủ yếu trong thời kỳ phong kiến, phát triển nhất trong các thế kỷ 18 - 20. Sự xuất hiện của vè là một bước tiến mới của văn tự sự dân gian.

## Hình thức
Vè được sáng tác bằng văn vần, sử dụng nhiều hình thức khác nhau: câu bốn chữ, năm chữ, lục bát, hát giặm, nói lối. Có vè đồng dao, là những bài hát của trẻ em. Có vè thế sự, về người thật việc thật, phản ánh, bình luận những câu chuyện thời sự địa phương, những truyện đồi phong bại tục, những chuyện áp bức bóc lột của cường hào địa chủ và đời sống khổ cực của dân nghèo trong làng xóm. Những người đặt vè, bẻ vè, nói vè phần nhiều thuộc tầng lớp dưới trong xã hội. 

## Nội dung
Đa số bài vè phản ánh hiện thực ở từng địa phương nhất định, bộc lộ rõ thái độ của người dân trước những sự việc, sự kiện đó. Ngoài ra có những bài vè có thể phổ biến rộng rãi ở nhiều địa phương, đôi khi toàn quốc. ‘‘Vè Cầu Ngói Chợ Liễu’’, ‘‘Vè anh Nghị lấy o Hương’’, ‘‘Vè Năm Chơi’’, ‘‘Vè Quản Hớn’’...
Vè mang tính thời sự, các sự kiện trong quá khứ ít được vè quan tâm. Vè xuất hiện tức thời, nắm bắt nhạy bén sự việc, sự kiện, ghi nhanh, rồi truyền đi để gây dư luận. ‘‘Vè thách cưới’’, ‘‘Vè bão năm Tỵ’’, ‘‘Vè sai đạo’’, ‘‘Vè thầy Thông Chánh’’...

## Phân loại
Theo tiêu chí thể thơ, có thể chia vè thành các loại: vè lục bát, vè nói lối... Theo tiêu chí đề tài, nội dung phản ánh, có thể phân vè thành các tiểu loại:
- Vè loài vật, cây trái, sự vật: ‘‘Vè chim chóc’’, ‘‘Vè trái cây’’, ‘‘Vè cá’’, ‘‘Vè rau’’, ‘‘Vè các thứ lúa’’, ‘‘Vè rắn U Minh’’, ‘‘Vè nói ngược’’, ‘‘Vè nói láo’’...

Ví dụ bài Vè con ve:
Lại truyền ra khắp hết bốn phương,
Đem bảng dán chư châu thiên hạ.
Gái nào đành dạ,
Mà giết đặng chồng.
Chém lấy đầu đem nạp bệ rồng,
Vua phong chức Hoàng Tôn quận chúa.
Có một nàng Nữ Tố
Thật là gái vô song
Nghe lệnh truyền như hoả ngộ phong
Thấy bảng dán, dường như đắc thủy...
- Vè thế sự (vè sinh hoạt xã hội): loại vè này, bên cạnh tính thời sự, tính địa phương rất nổi bật với xu hướng chung là trào phúng: ‘‘Vè thách cưới’’, ‘‘Vè chửa hoang’’, ‘‘Vè uống rượu’’, ‘‘Vè nói dóc’’, ‘‘Vè đánh bạc’’, ‘‘Vè đi bối’’...; vè ghi nhận thực trạng đời sống nhân dân: ‘‘Vè bão năm Tỵ’’, ‘‘Vè Cầu Ngói, chợ Liễu’’, ‘‘Vè thầy cai’’, ‘‘Vè đi phu Cửa Rào’’, ‘‘Vè Cải dịch y phục’’, ‘‘Vè chăn trâu’’, ‘‘Vè đi ở’’, ‘‘Vè chồng chung’’, ‘‘Vè vạn cấy’’, ‘‘Vè đi phu’’...
- Vè lịch sử: thường hòa quyện sự chân thật lịch sử và sự hư cấu thần kỳ. Vè lịch sử là lịch sử không thành văn của nhân dân, gồm 2 mảng lớn.
  - Nông dân khởi nghĩa: tiêu biểu là ‘‘Vè chàng Lía’’, về phong trào ‘‘khởi nghĩa Tây Sơn’’ có bài ‘‘Vè Bà Thiếu Phó’’, về phong trào nông dân khởi nghĩa ‘‘thế kỷ 19’’, ở miền Bắc phổ biến nhất là ‘‘Vè vợ ba Cai Vàng’’...
  - Đấu tranh chống ngoại xâm: ‘‘Vè thất thủ kinh đô’’ dài 1850 câu, kể những sự việc xảy ra từ thất thủ Thuận An (‘‘1885’’) đến khi vua ‘‘Thành Thái’’ bị giặc đày sang ‘‘đảo Réunion’’ (‘‘1907’’); ‘‘Vè Ba Đình’’ kể về cuộc ‘‘khởi nghĩa ở Ba Đình’’; ‘‘Vè Quan Đình’’ kể về ‘‘Phan Đình Phùng’’ lãnh đạo cuộc khởi nghĩa ở ‘‘Hương Khê’’; ‘‘Hà Tĩnh’’ (‘‘1877’’); ‘‘Vè Tán Thuật’’ kể về cuộc khởi nghĩa Bãi Sậy của ‘‘Nguyễn Thiện Thuật’’ ở ‘‘Hải Dương’’ hoặc ‘‘Hưng Yên’’ (‘‘1885’’); ‘‘Vè Trương Định’’ kể về người anh hùng đất ‘‘Gò Công’’, Nam Bộ; ‘‘Vè Khâm sai’’ xuất hiện ở ‘‘Quảng Nam’’ khoảng năm ‘‘1886’’...

Phương pháp biểu hiện của vè gắn với mục đích và đặc điểm thể loại. Vè xuất hiện nhằm đáp ứng sự phản ánh tức thời một sự việc, sự kiện, ngôn ngữ vè mộc mạc, đơn giản, không trau chuốt, gọt dũa, phần lớn các bài vè lại có vận mệnh ngắn ngủi.
Tính đích danh xác thực thể hiện ở tên bài vè, nội dung được phản ánh trong vè.
Vè có thể là thơ thể vãn với 3, 4, 5 tiếng một câu nhanh gọn, sắc bén thích hợp yêu cầu tự sự. Thể lục bát dàn trải thích hợp yêu cầu trữ tình. Có bài vè kết hợp cả hai thể thơ: ‘‘Vè Tây cướp nước’’, ‘‘Vè giữ trâu’’... có khi kết hợp yếu tố trữ tình theo yêu cầu biểu hiện nội dung bài vè: ‘‘Vè trước họa giặc Pháp’’...